# La Circoncision (Zurbarán)
Pour les articles homonymes, voir La Circoncision.
La Circoncision est un tableau réalisé par le peintre espagnol Francisco de Zurbarán en 1638-1639. De format vertical, cette huile sur toile est une peinture chrétienne qui représente la circoncision de l'Enfant Jésus, qui apparaît nu au milieu de la composition. Don de Léon de Beylié en 1901, l'œuvre est conservée au musée de Grenoble, à Grenoble, en France,.